# Kanton Le Robert-1
Kanton Le Robert-1 is een voormalig kanton van het Franse departement Martinique. Kanton Le Robert-1 maakte deel uit van het arrondissement La Trinité en telde 9.539 inwoners (2007). Het werd zoals alle kantons van Martinique opgeheven op 1 januari 2016.

## Gemeenten
Het kanton Le Robert-1 omvatte uitsluitend een deel van de gemeente Le Robert.